# كارل بيترسون (مدرب كرة قدم)
كارل بيترسون (بالإنجليزية: Carl Peterson)‏ هو مدرب كرة قدم أمريكي، ولد في 26 مايو 1943.